# 23 Августа (станция метро)
«23 Августа» (укр. 23 Серпня,  (слушать)о файле) — станция Харьковского метрополитена на Алексеевской линии. Расположена между станциями «Ботанический сад» и «Алексеевская». Построена в исторической местности Павлово Поле. Названа в честь улицы 23 Августа, в свою очередь получившую название в честь Дня освобождения Харькова от немецко-фашистских захватчиков.

## Описание
Станция колонного типа, платформа соединена с двумя подземными вестибюлями. Пущена в эксплуатацию 21 августа 2004 года в составе пускового участка «Научная» — «23 Августа» вместе со станцией «Ботанический сад». До 2010 года была конечной станцией Алексеевского направления, в направлении «Алексеевской» имеется тупик для оборота поездов.
Работают 9 выходов со станции в город. Около станции находятся рынок «Павлово Поле», супермаркеты. До 2011 года возле одного из выходов со станции располагалась конечная троллейбуса (м-т № 38), следующего на Алексеевку; после пуска Алексеевской маршрут закрыт. По состоянию на июль 2012 года существует пересадка на троллейбусы, следующие на Алексеевку, ул. Клочковскую, Сокольники, больницу скорой и неотложной помощи, Лесопарк, Померки, посёлок Жуковского, а также в центр; автобусы городского и междугородного (м-т № 343 до Золочева) сообщения.
На оборотном круге бывшего 38 троллейбусного маршрута есть возможность пересесть на бесплатный автобус, следующий до ТРЦ «Магелан», находящийся за Окружной дорогой, напротив ТЦ «METRO».

## Галерея

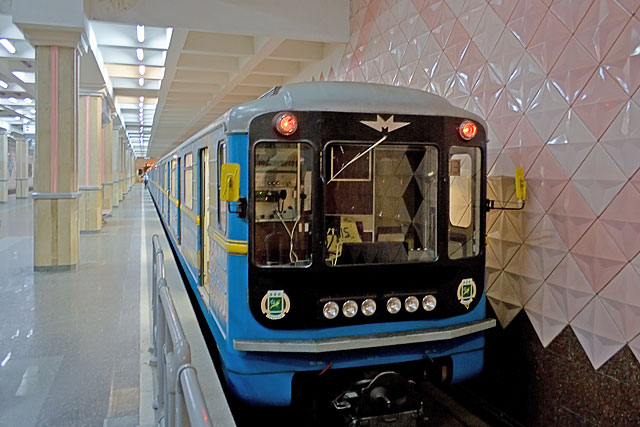
Электропоезд модели 81-718.2 на станции.
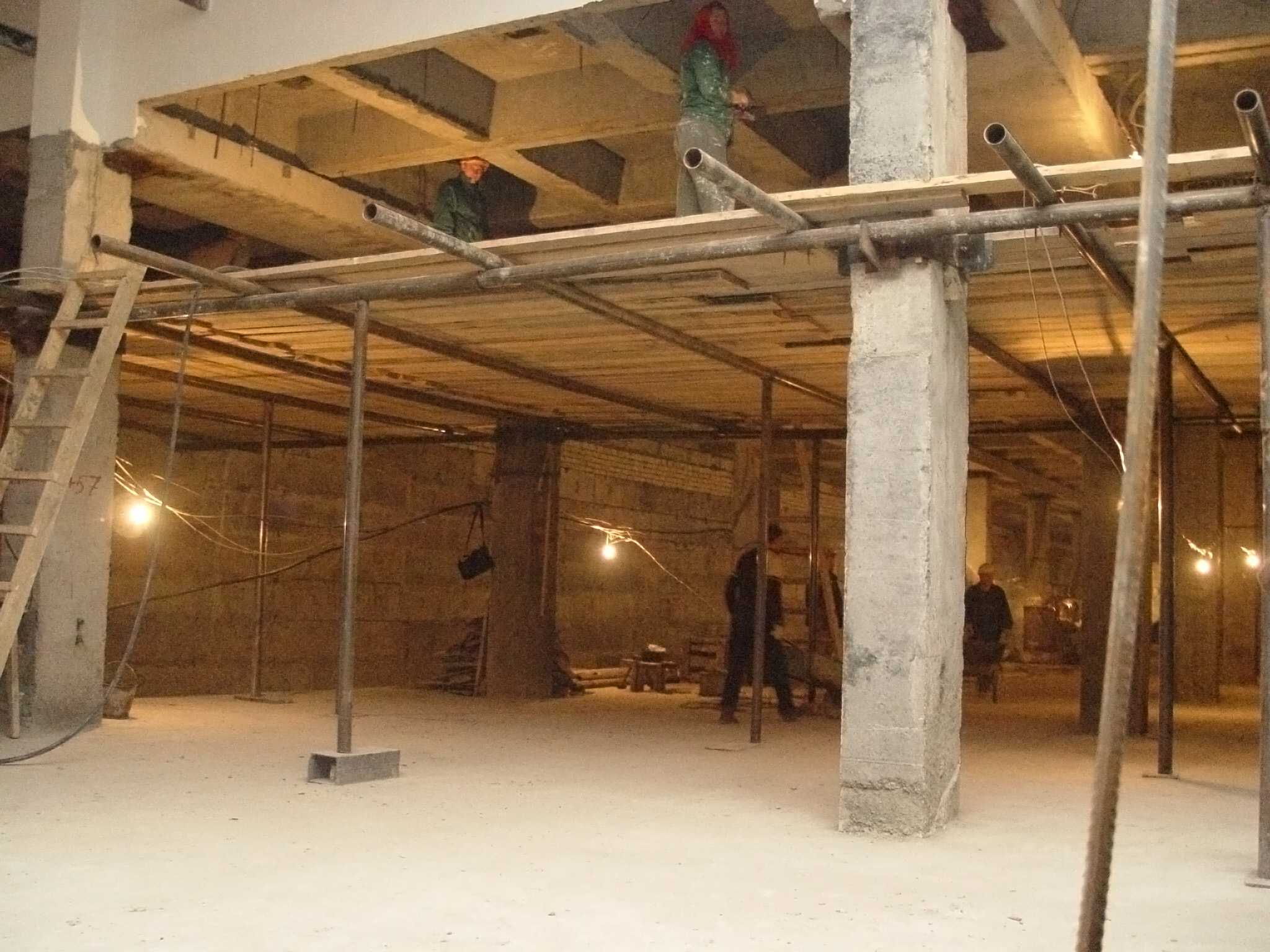
Строительство станции. 2 декабря 2003 г.
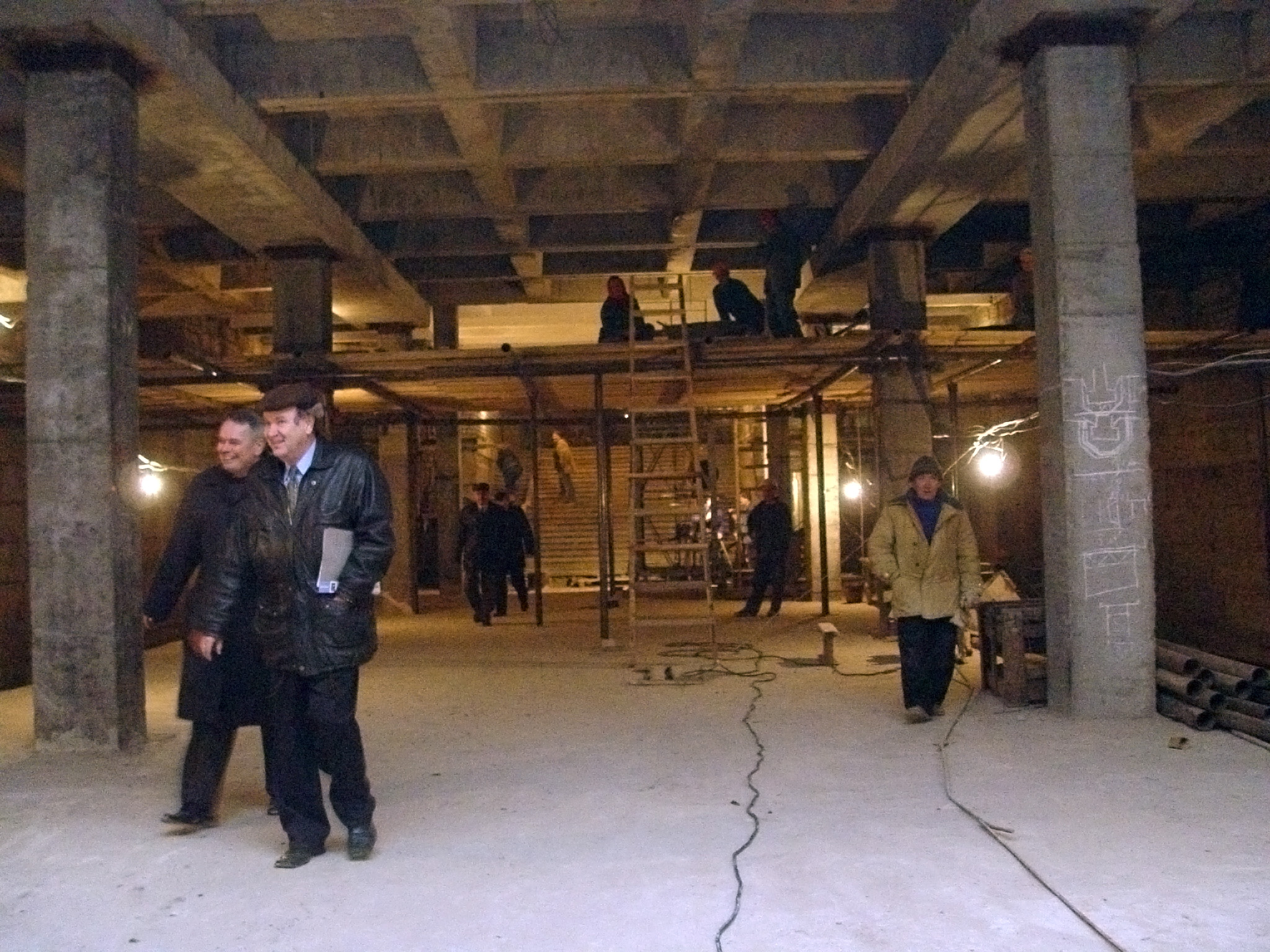
Строительство станции. 2 декабря 2003 г.
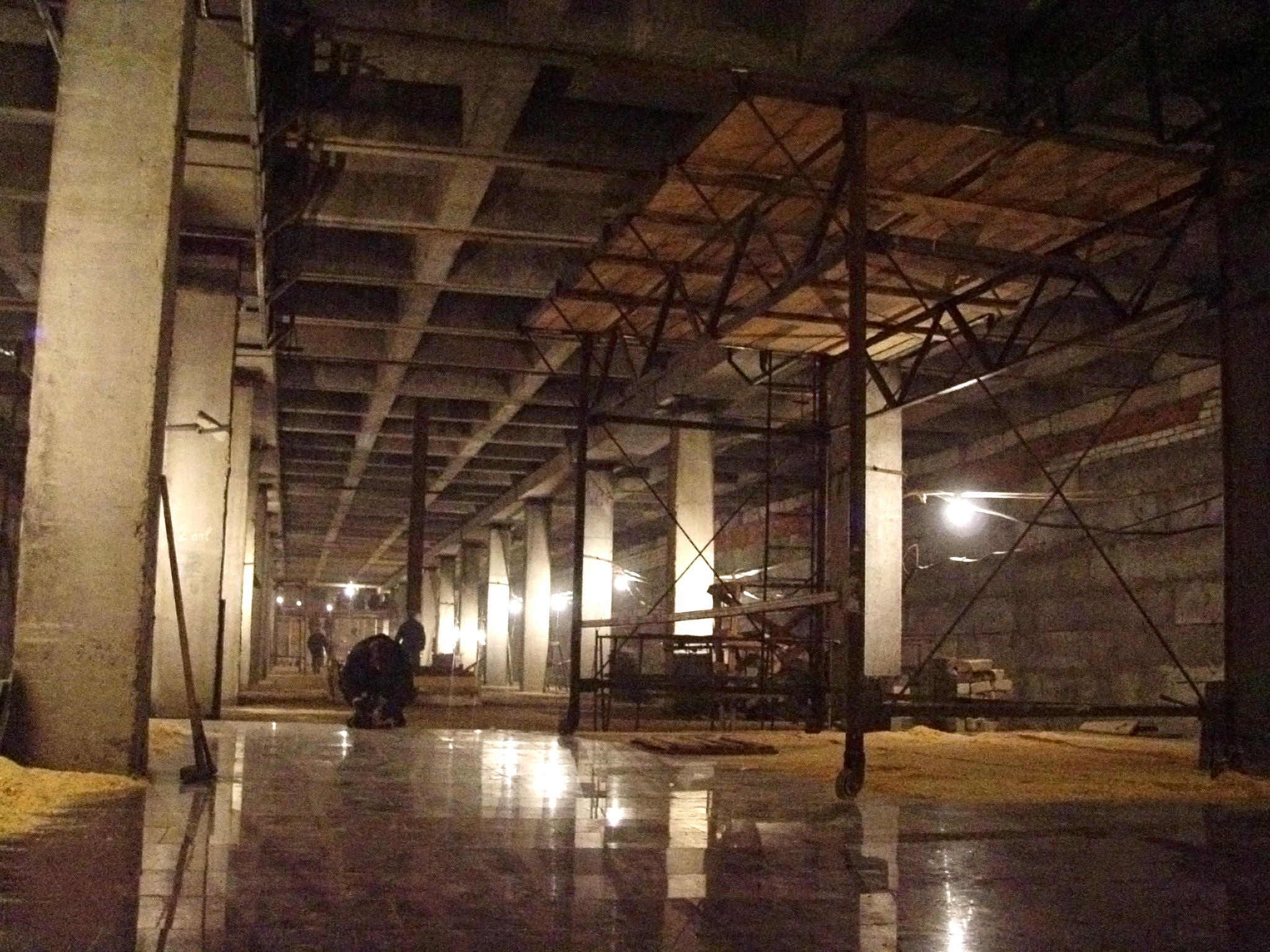
Строительство станции. 2 декабря 2003 г.
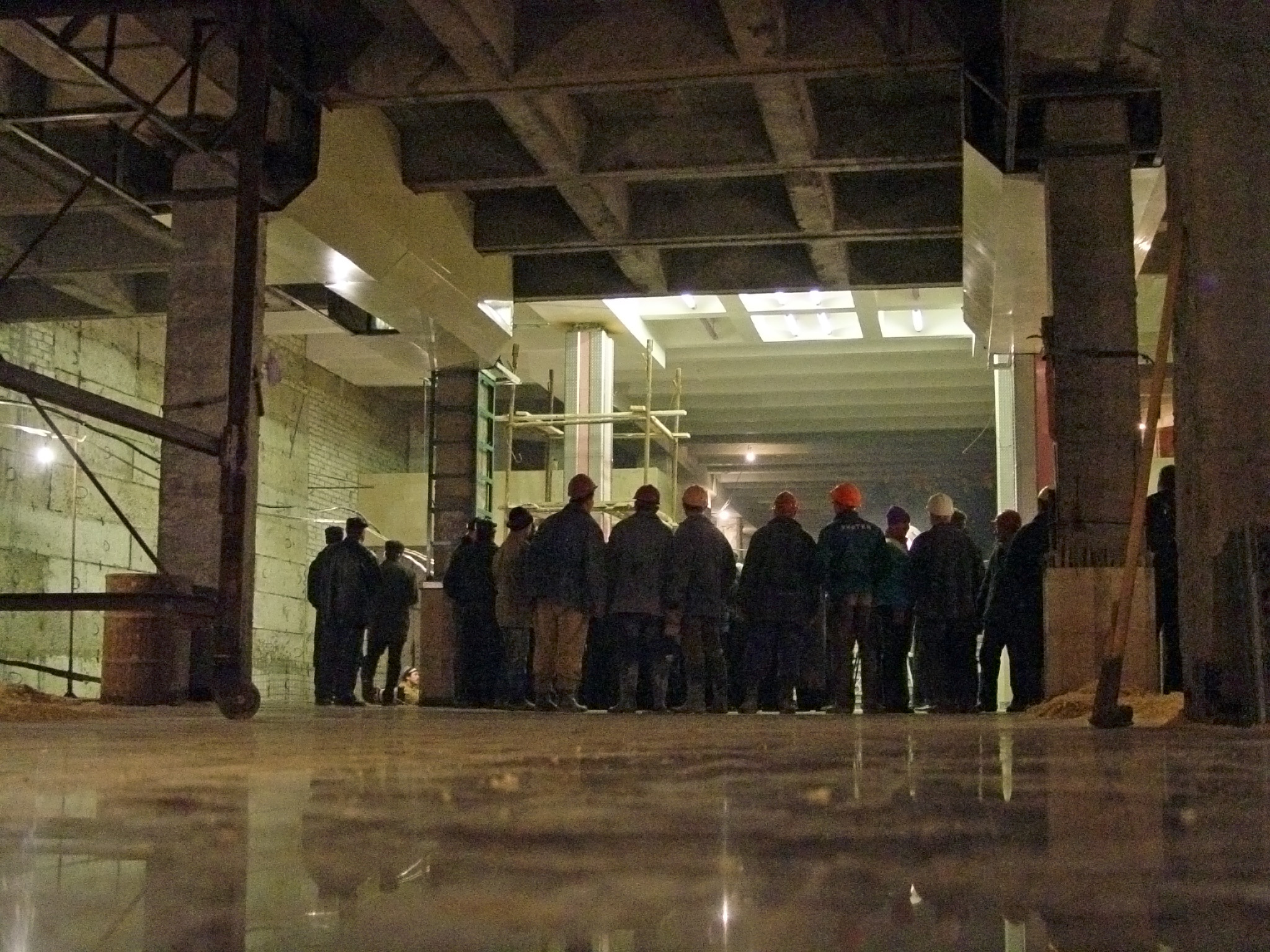
Строительство станции. 2 декабря 2003 г.
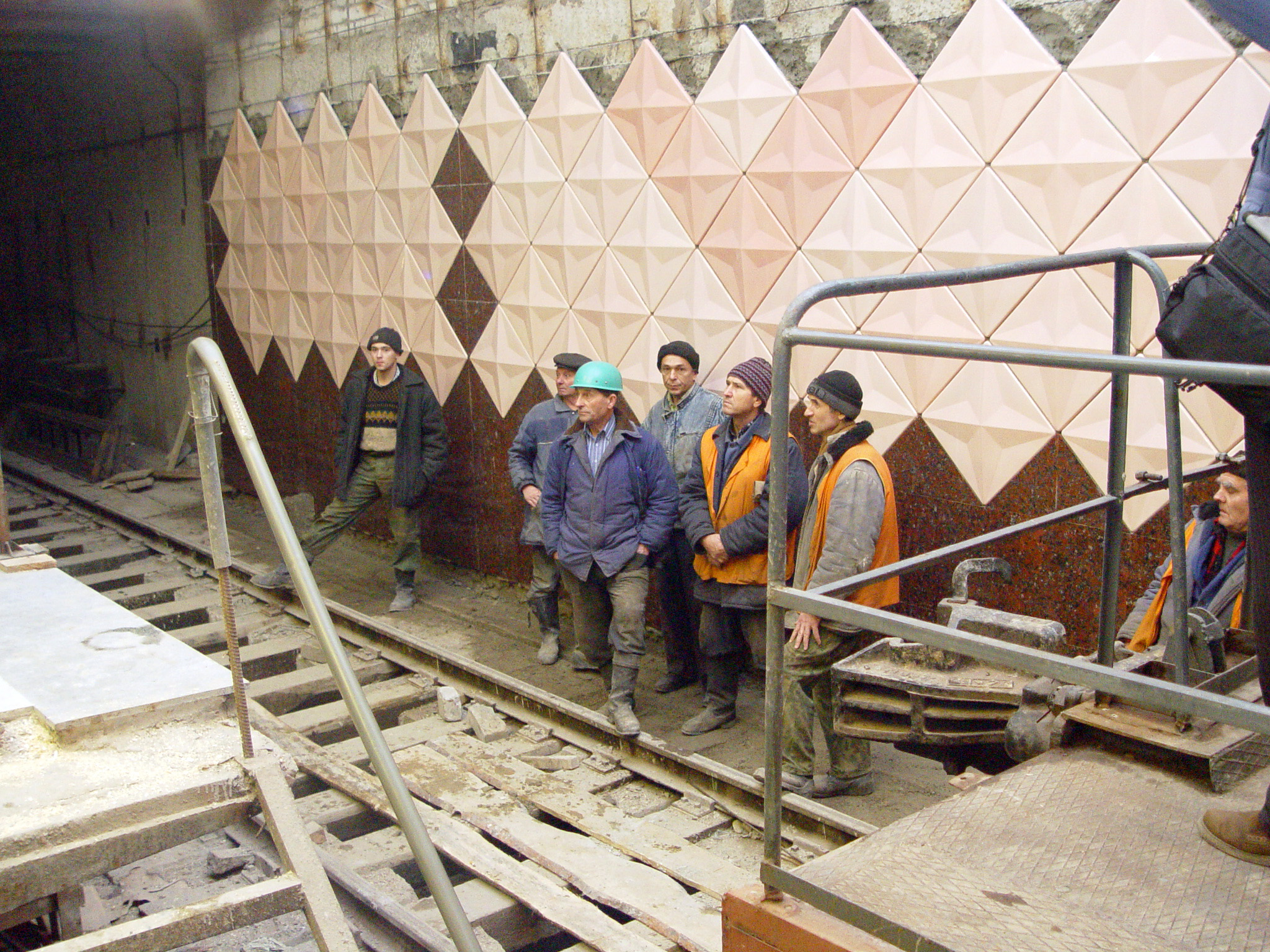
Строительство станции. 2 декабря 2003 г.
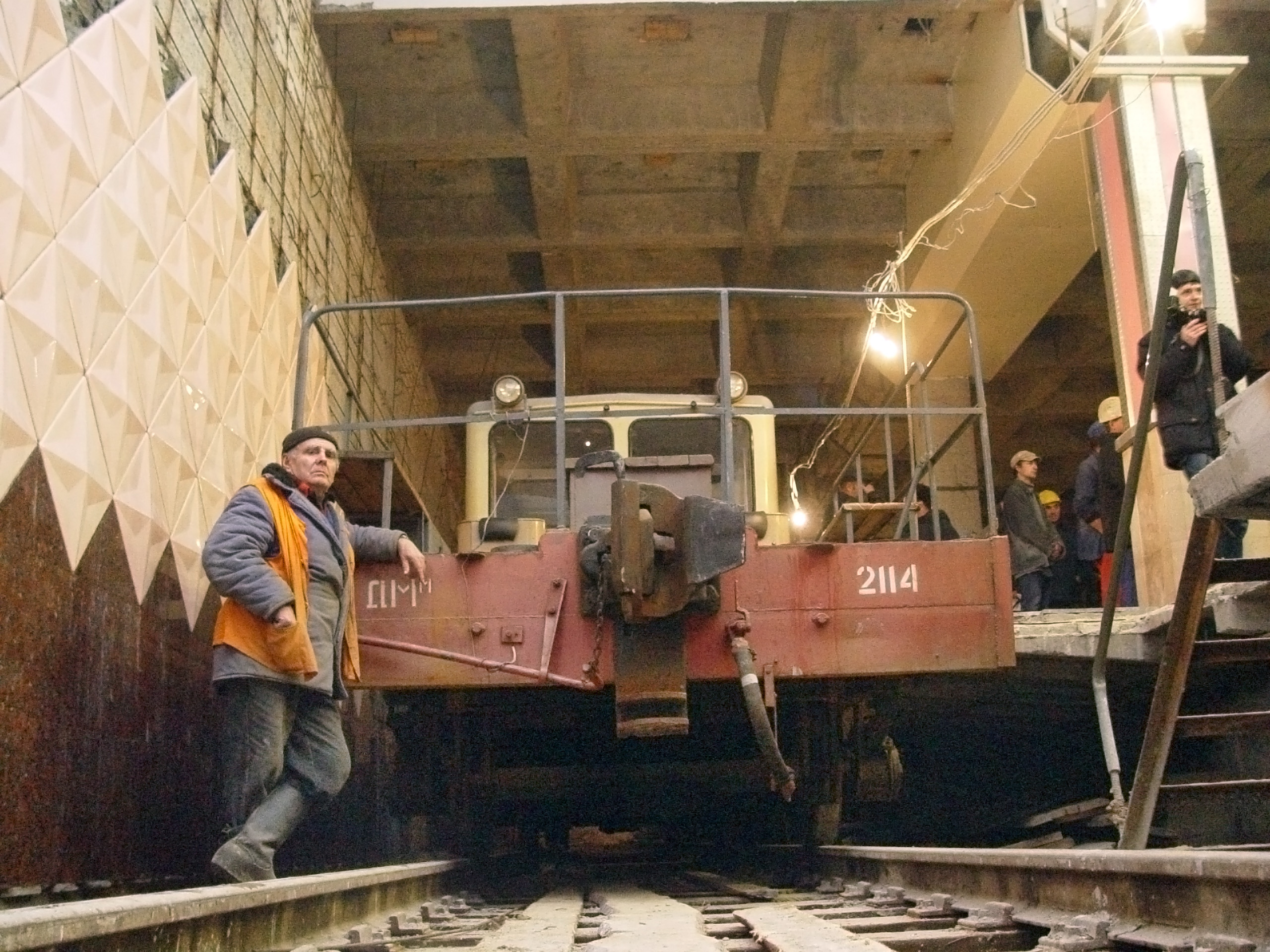
Строительство станции. 2 декабря 2003 г.
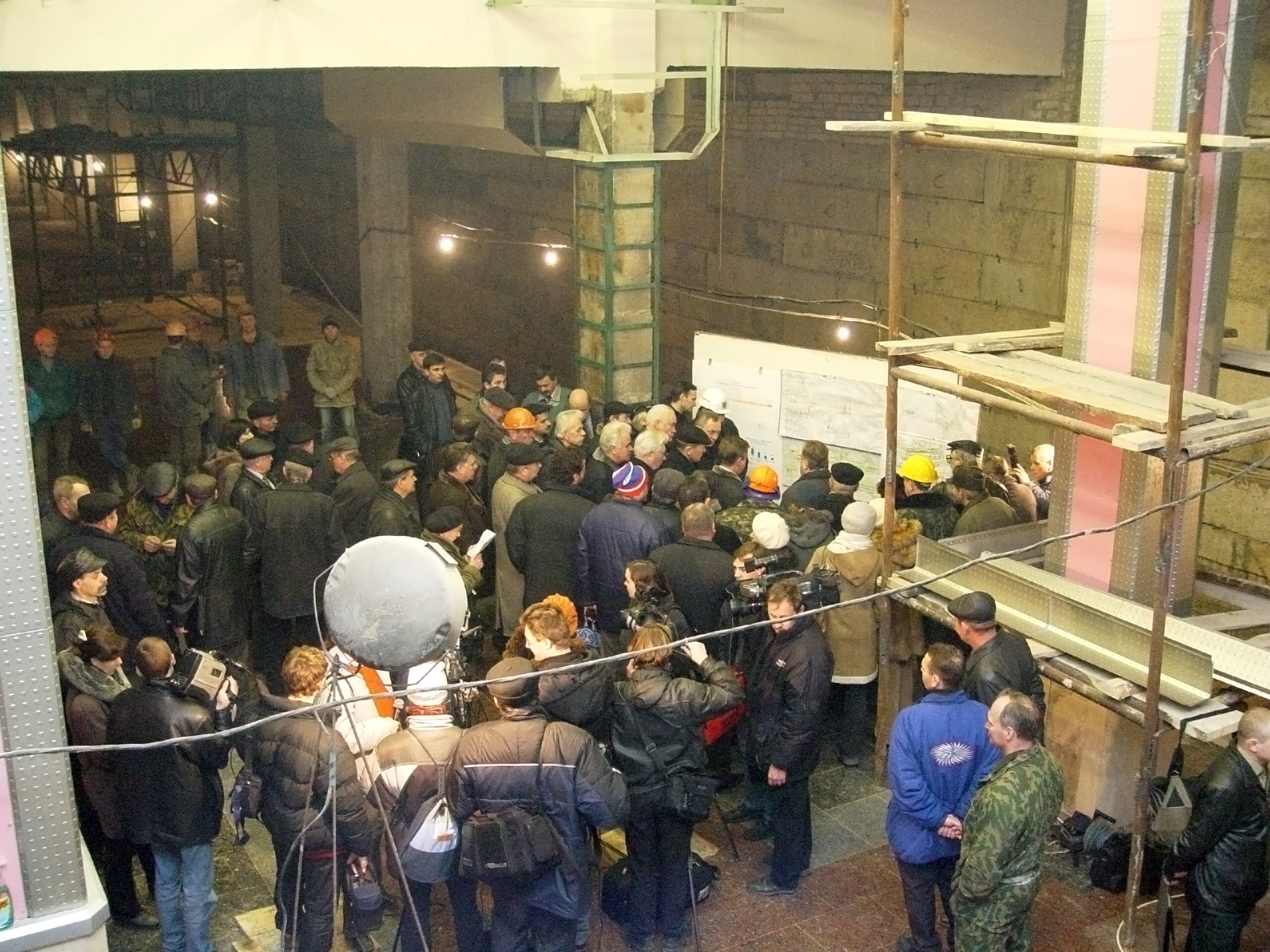
Строительство станции. 2 декабря 2003 г.
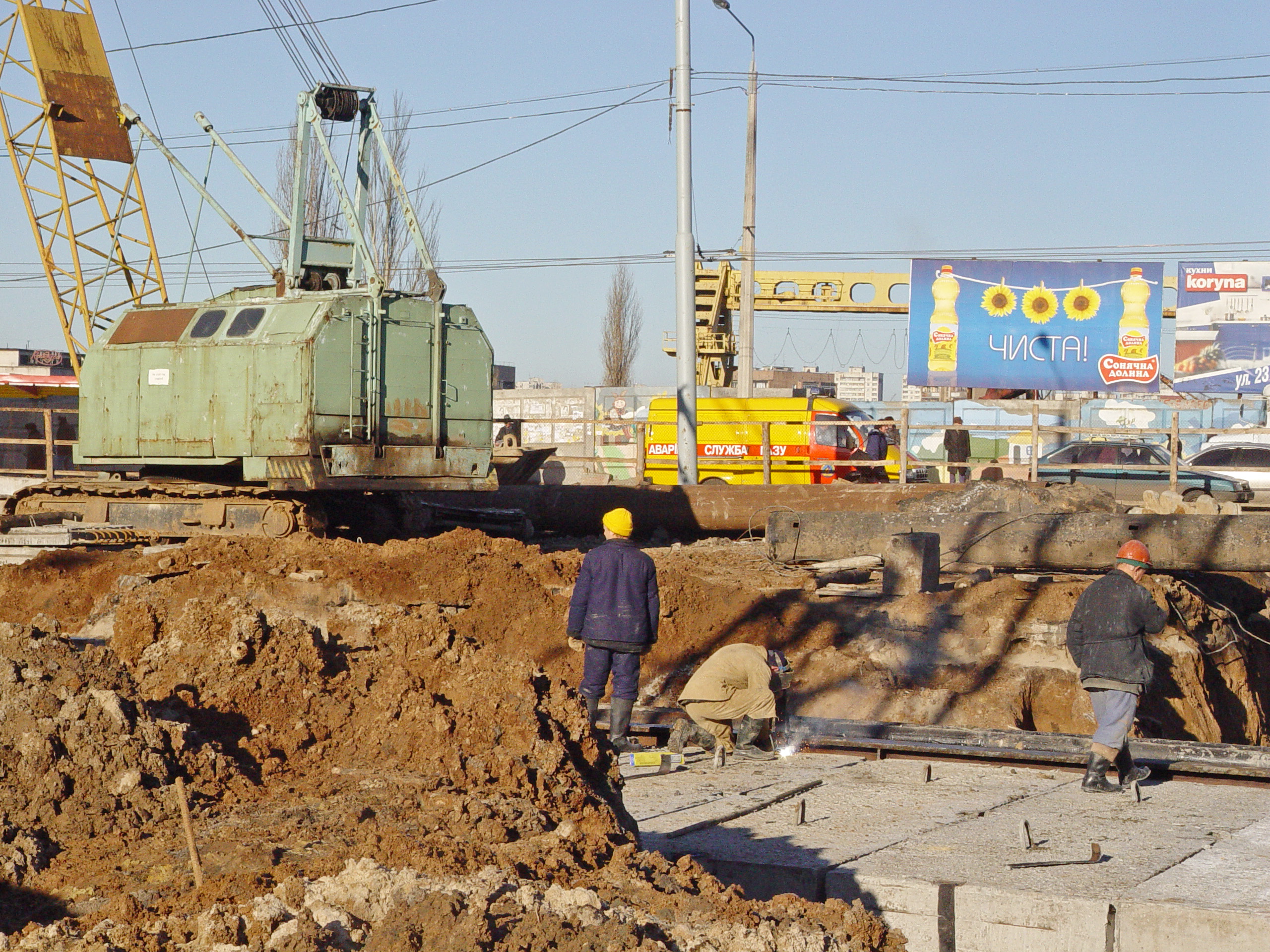
Строительство станции. 2 декабря 2003 г.
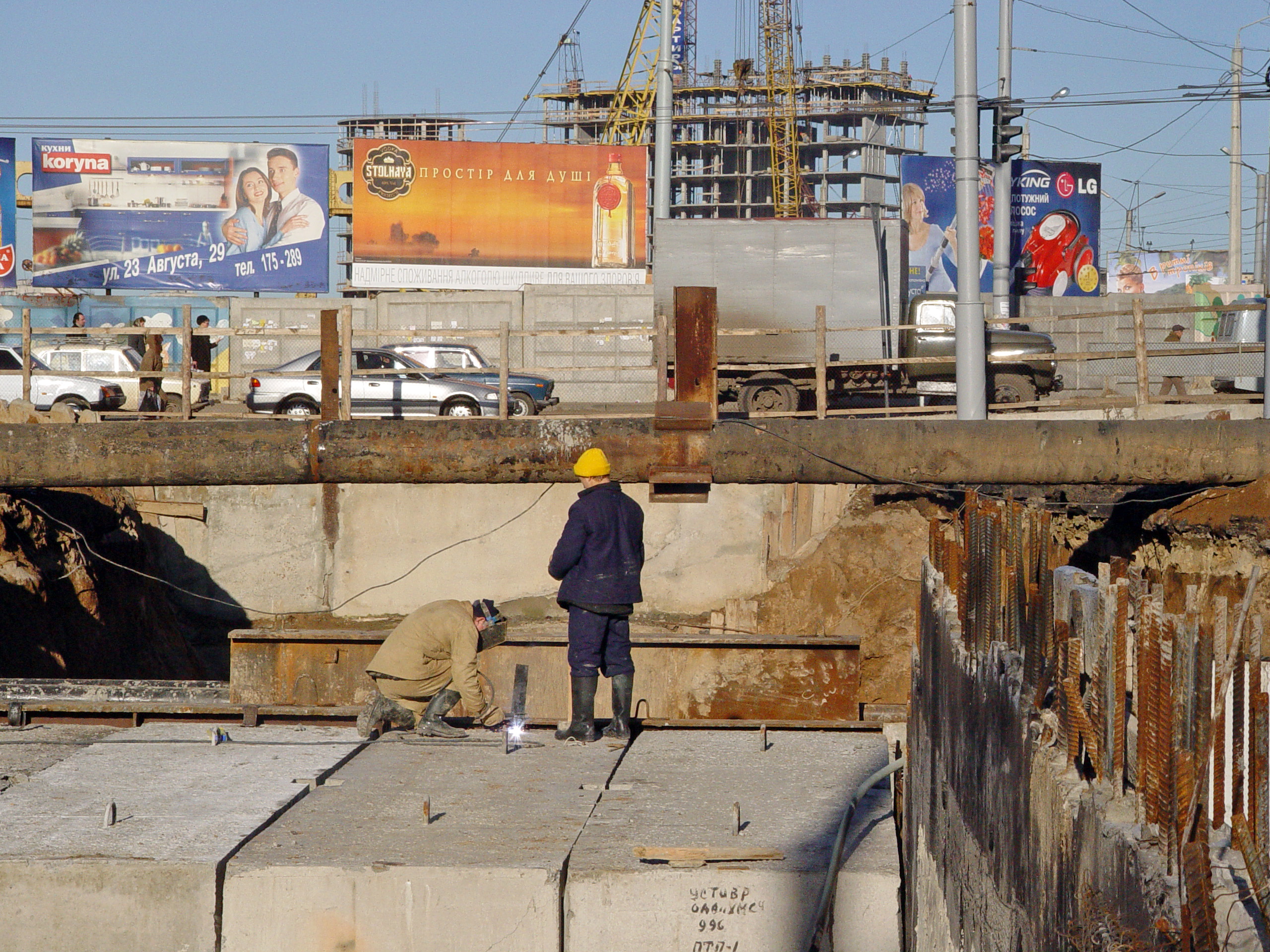
Строительство станции. 2 декабря 2003 г.
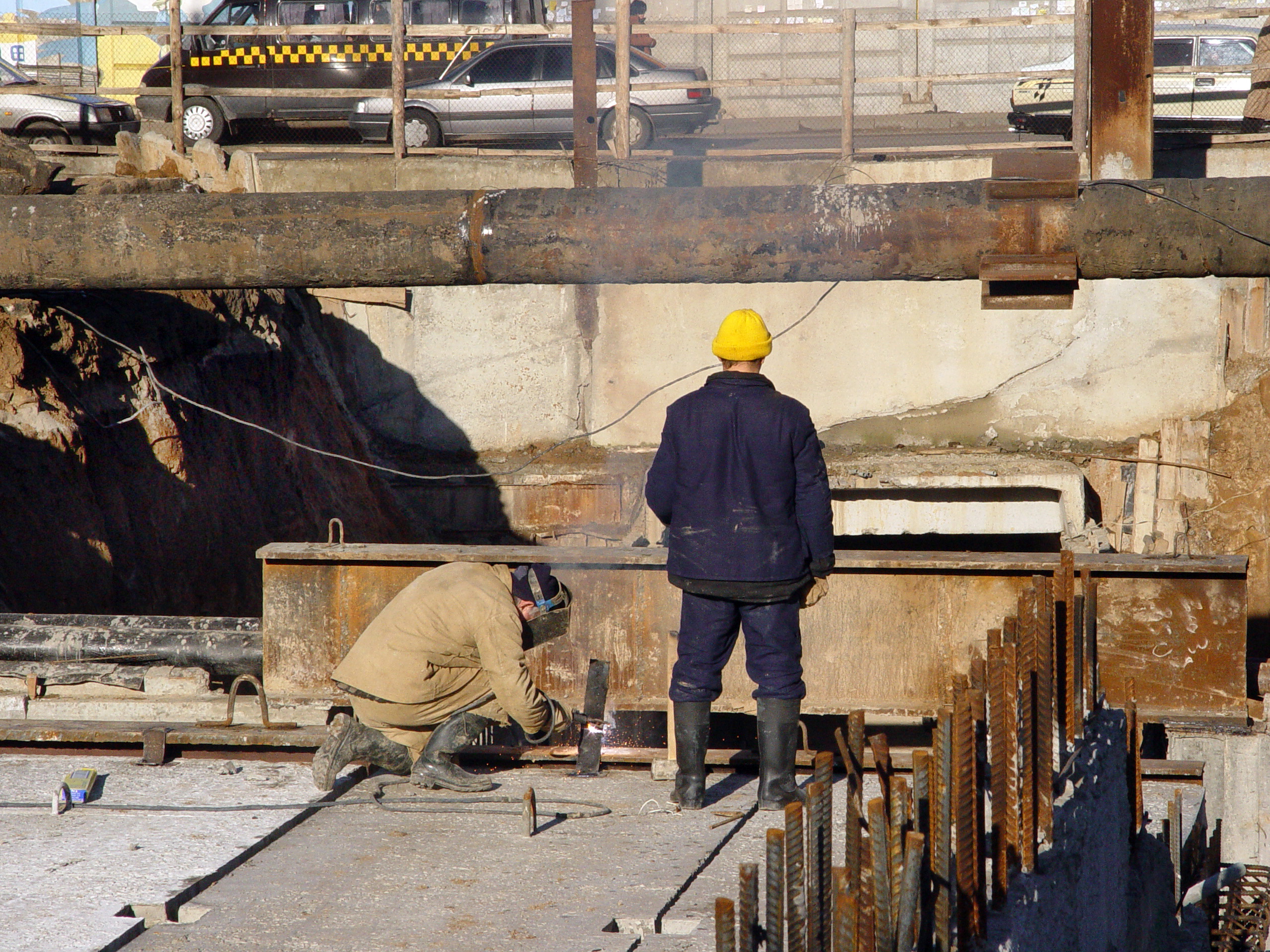
Строительство станции. 2 декабря 2003 г.
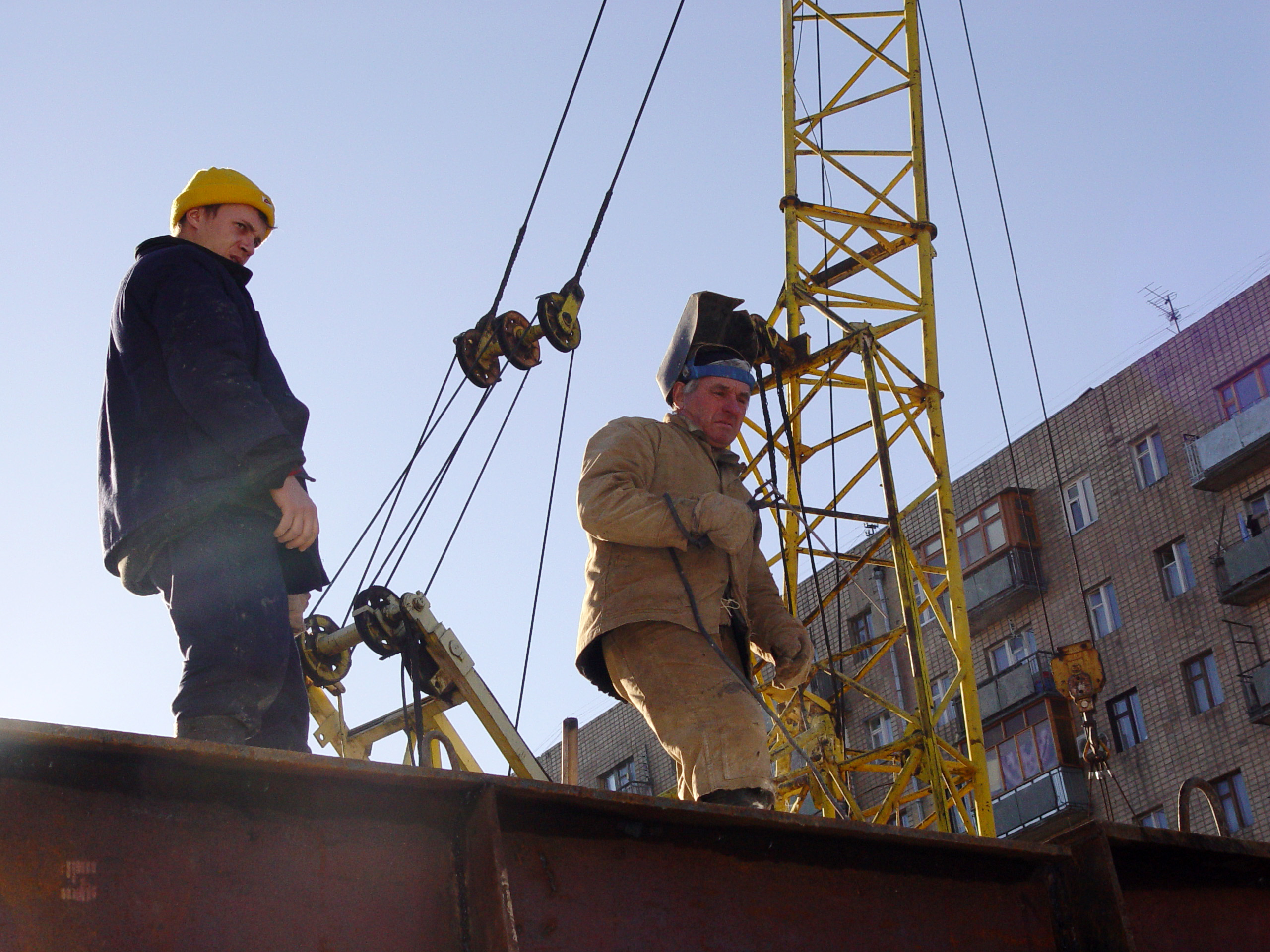
Строительство станции. 2 декабря 2003 г.
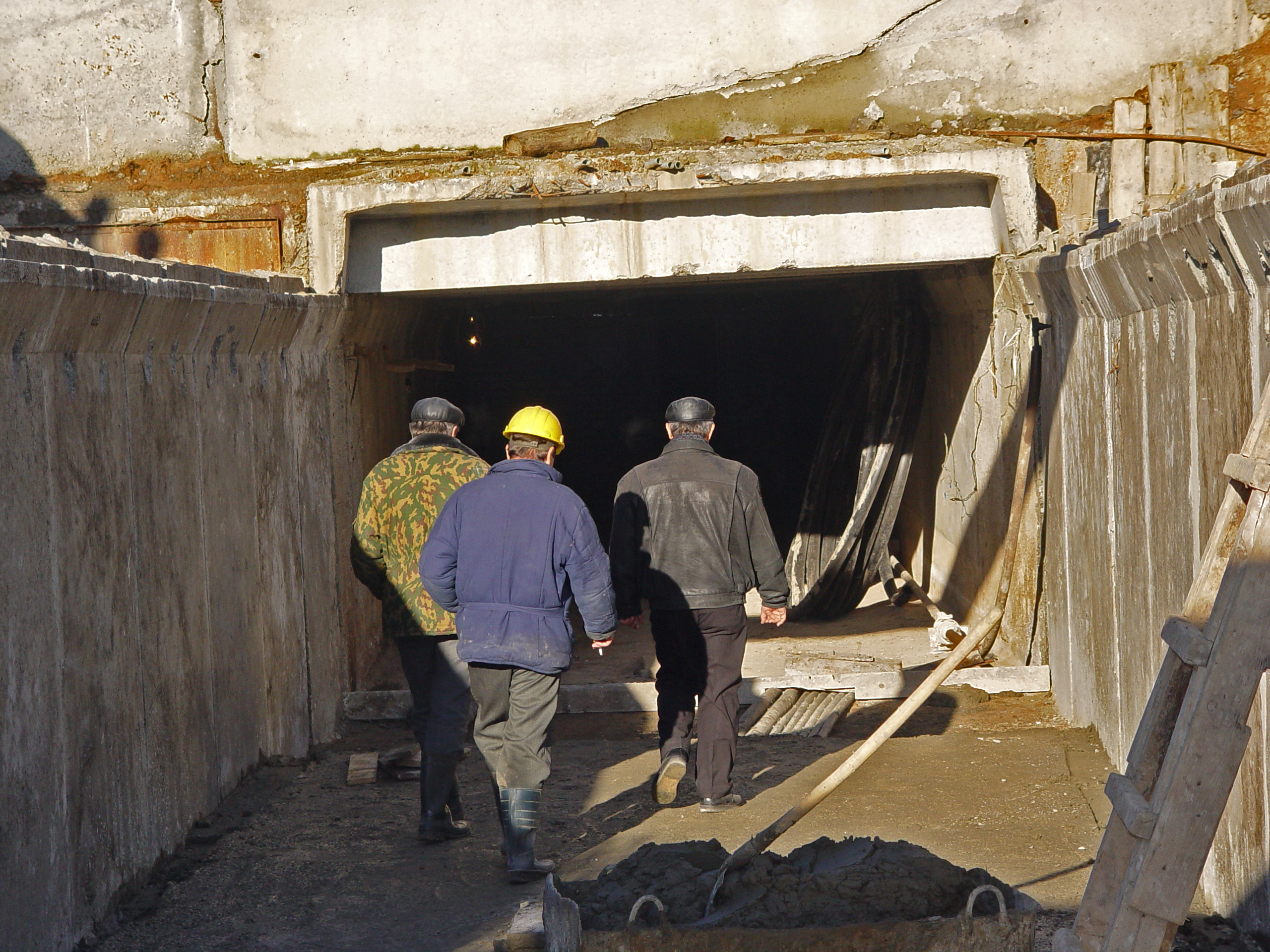
Строительство станции. 2 декабря 2003 г.
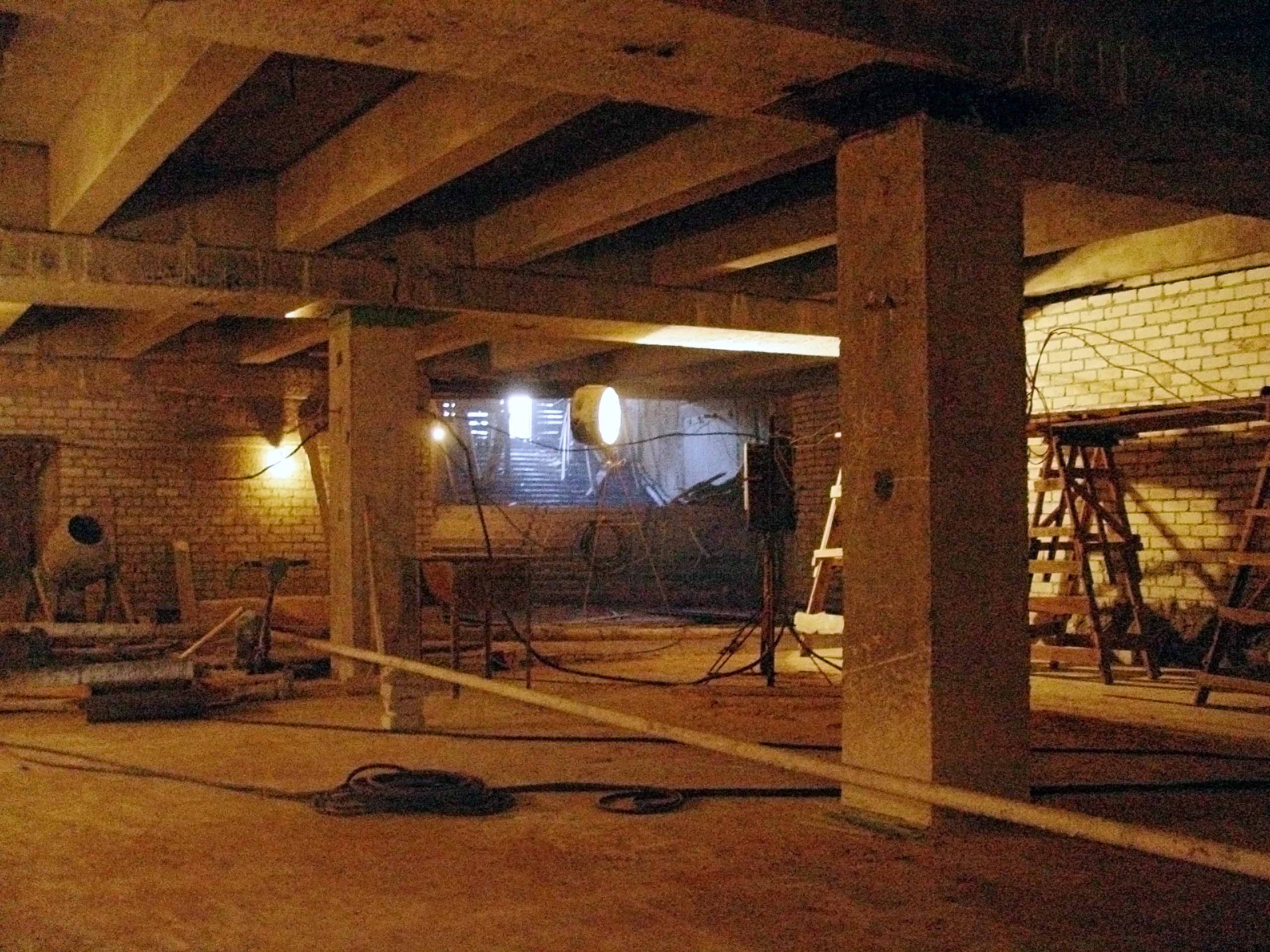
Строительство станции. 2 декабря 2003 г.
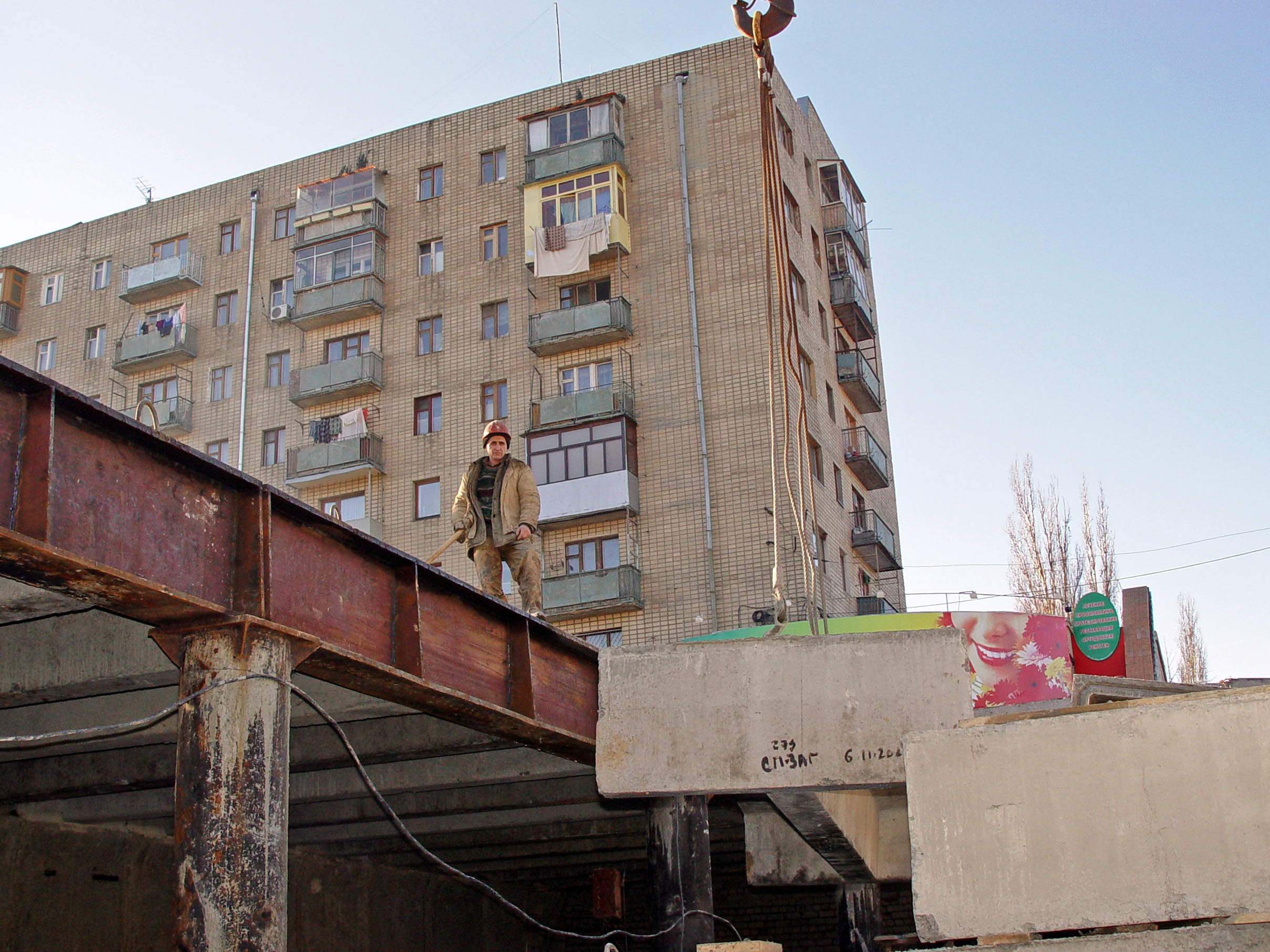
Строительство станции. 2 декабря 2003 г.
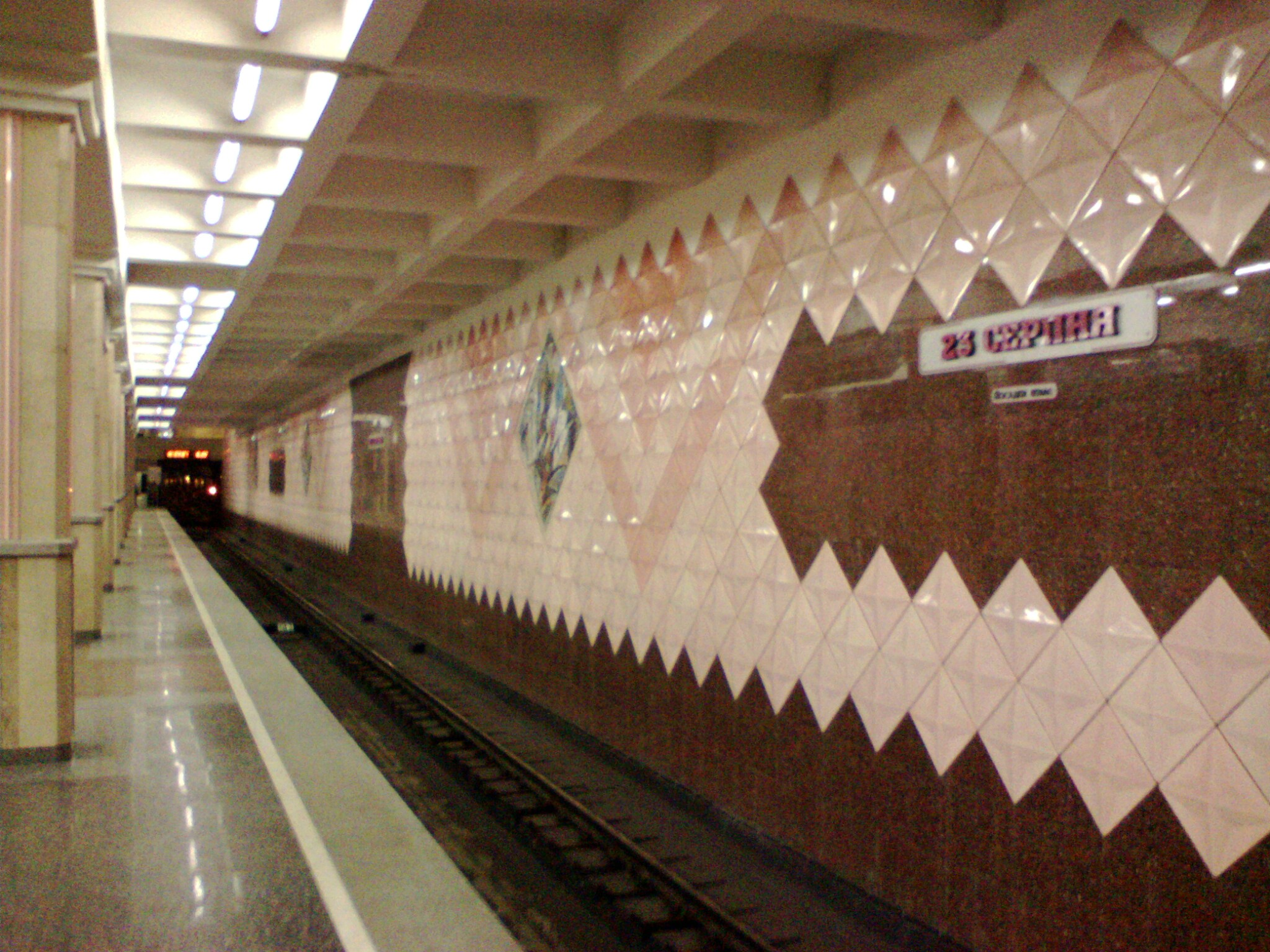
Вид на посадочную платформу.
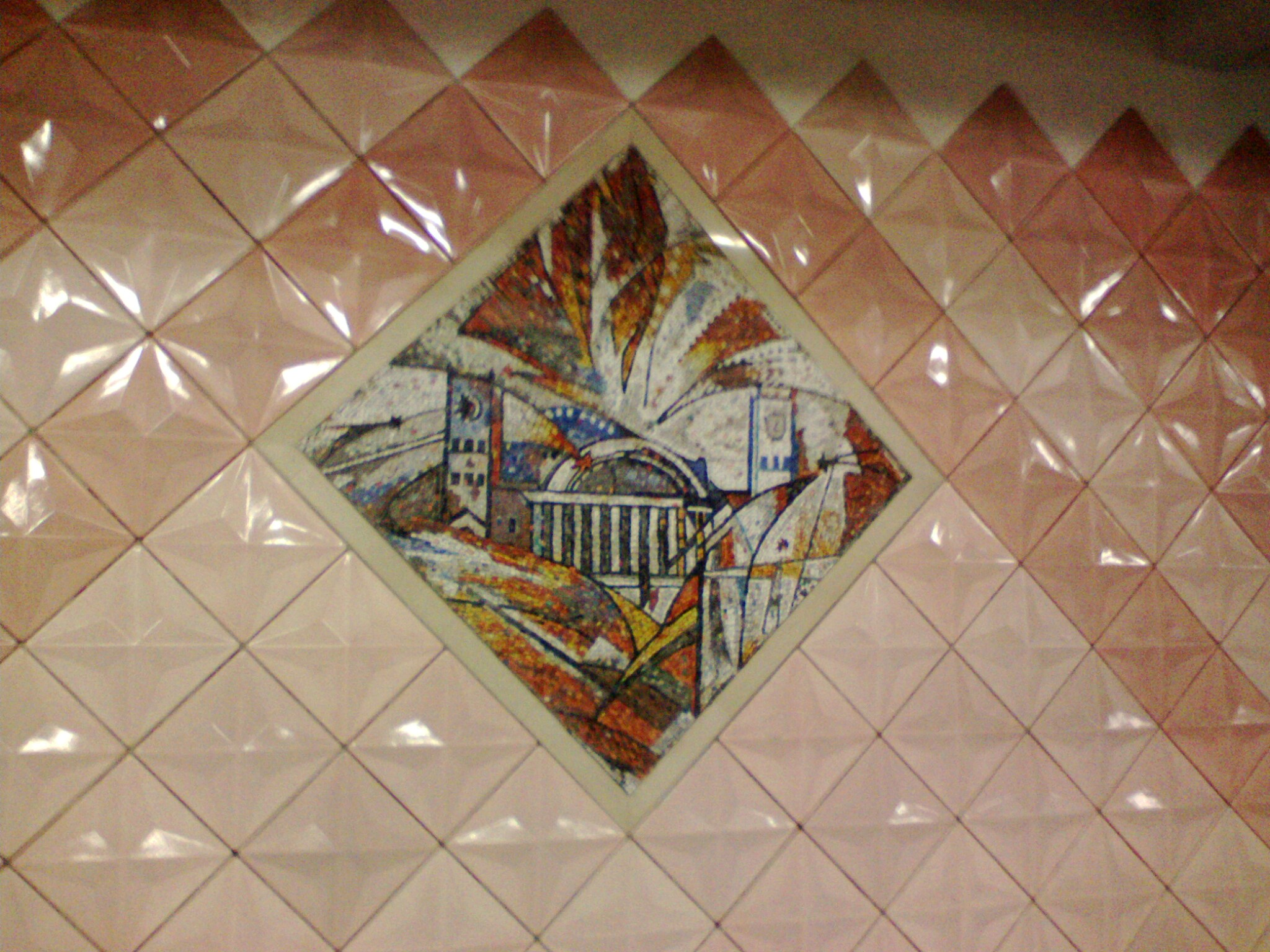
Одна из мозаик на станции.